# Forty-Fours
Die Forty-Fours (Moriori: Motuhara, dt. „Vierundvierziger“) sind eine Gruppe kleiner Felsinseln im Archipel der zu Neuseeland gehörenden Chatham-Inseln im südwestlichen Pazifischen Ozean.

## Geographie
Die Forty-Fours liegen 50 km östlich von Chatham Island und rund 800 km östlich der neuseeländischen Hauptinseln. Sie sind die am östlichsten gelegenen Eilande der Chatham-Inseln und stellen somit die östlichste Landmasse Neuseelands dar. Ihren Namen haben sie wegen ihrer Lage unweit des 44. südlichen Breitengrades.
Die Inselgruppe besteht aus der Hauptinsel Bertier Islet (auch Forty-Fours Islet oder Motuhara Islet), eine 46 Meter hohe Insel, der im Osten vier Felsen vorgelagert sind. Die Fläche beträgt weniger als einen Hektar. Bertier Islet ragt fast senkrecht aus dem Meer, mit teilweise über 40 Meter hohen Klippen, ist in der Höhe jedoch flach. Auch die kleineren Felsen ragen sehr steil aus dem Meer.

## Fauna
Die abgelegenen Inseln sind ein bedeutendes Brutgebiet für Seevögel, insbesondere für den Nördlichen Königsalbatros (Diomedea sanfordi), dessen weltweit größte Populationen sich hier sowie auf der Inselgruppe „The Sisters“ befinden oder den Hall-Sturmvogel (Macronectes halli), der hier mit 2000 Paaren vertreten ist.